# Лагерный (вулкан)
Лагерный — (гора Ныкпавкэн) вулкан на полуострове Камчатка, находится на водоразделе Срединного хребта, в верховьях рек Правая Начики и Левая Ука, высота 1961 м. Относится к стратовулканам с преобладанием лавовых комплексов.
Есть несколько лавовых полей. Многие из них сейчас — луга. Эти места заняли 6 сёл:
- Лагерная вершина;
- Луг Птичий;
- Лагерные кратеры;
- Лагерное подножие;
- Лагерный восток;
- Луг Кратерный.

В настоящее время вулкан считается слабоактивным — последнее извержение было примерно 500 лет назад.